# Virginia Grey
Virginia Grey (22 mars 1917 – 31 juillet 2004) est une actrice américaine.

## Biographie
Elle est née à Los Angeles (Californie), et est la fille du réalisateur Ray Grey. L'une de ses baby-sitters était Gloria Swanson. Elle débute à l'âge de 10 ans dans le film muet La Case de l'oncle Tom (Uncle Tom's Cabin), de Harry A. Pollard (1927) dans le rôle de Little Eva. Elle continue la comédie quelques années avant de reprendre ses études.
Virginia Grey eut des relations avec le sergent John Basilone, les acteurs Robert Taylor et Clark Gable, qu'elle fréquenta dans les années 1940.

## Filmographie partielle
- 1927 : La Case de l'oncle Tom (Uncle Tom's Cabin) de Harry A. Pollard : Eva St. Clare
- 1928 : Heart to Heart de William Beaudine
- 1931 : Palmy Days d'A. Edward Sutherland
- 1936 : Le Grand Ziegfeld (The Great Ziegfeld) de Robert Z. Leonard
- 1937 : Rosalie (Rosalie) de W. S. Van Dyke
- 1938 : Pilote d'essai (Test Pilot) de Victor Fleming
- 1938 : Coup de théâtre (Dramatic School) de Robert B. Sinclair
- 1938 : L'Ange impur (The Shopworn Angel) de H. C. Potter
- 1939 : La Ronde des pantins (Idiot’s Delight) de Clarence Brown : Pittatek
- 1939 : Emporte mon cœur (Broadway Serenade) de Robert Z. Leonard : Pearl
- 1939 : Nick joue et gagne (Another Thin Man) de W. S. Van Dyke
- 1939 : Femmes (The Women) de George Cukor : Pat
- 1939 : Tonnerre sur l'Atlantique (Thunder Afloat) de George B. Seitz
- 1939 : André Hardy millionnaire (The Hardys Ride High) de George B. Seitz
- 1940 : Three Cheers for the Irish de Lloyd Bacon : Patricia Casey
- 1941 : Les Marx au grand magasin (The Big Store) de Charles Reisner : Joanna Sutton
- 1941 : Blonde Inspiration de Busby Berkeley : Margie Blake
- 1941 : Washington Melodrama de S. Sylvan Simon
- 1941 : Whistling in the Dark de S. Sylvan Simon : Fran Post
- 1942 : Les Aventures de Tarzan à New York (Tarzan's New York Adventure) de Richard Thorpe : Connie Beach
- 1942 : Grand Central Murder de S. Sylvan Simon
- 1942 : Secrets of the Underground de William Morgan
- 1943 : Rosie l'endiablée (Sweet Rosie O'Grady) de Irving Cummings : Edna Van Dyke
- 1944 : L'Esprit pervers (Strangers in the Night) d'Anthony Mann
- 1945 : La Belle de San Francisco (Flame of Barbary Coast) de Joseph Kane : Rita Dane
- 1946 : House of Horrors de Jean Yarbrough : Joan Medford
- 1947 : Les Conquérants d'un nouveau monde (Unconquered) de Cecil B. DeMille
- 1948 : L'Île inconnue (Unknown Island) de Jack Bernhard : Carole Lane
- 1948 : Deux Nigauds toréadors (Mexican Hayride) de Charles Barton
- 1948 : So This Is New York de Richard Fleischer
- 1950 : Témoin de la dernière heure (Highway 301) d'Andrew L. Stone
- 1951 : La Dame et le Toréador (Bullfighter and the Lady) de Budd Boetticher
- 1954 : Objectif Terre (Target Earth) de Sherman A. Rose : Vicki Harris
- 1955 : Tout ce que le ciel permet (All That Heaven Allows) de Douglas Sirk : Alida Anderson
- 1955 : Quand le clairon sonnera (The Last Command) de Frank Lloyd : Mrs Dickinson
- 1955 : La Rose tatouée (The Rose tattoo) de Daniel Mann
- 1955 : Pavillon de combat (The Eternal Sea) de John H. Auer
- 1957 : Meurtrière ambition (Crime of Passion) de Gerd Oswald
- 1957 : Un seul amour (Jeanne Eagles) de George Sidney : Elsie Desmond
- 1959 : Une balle signée X (No Name on the Bullet) de Jack Arnold
- 1960 : Meurtre sans faire-part (Portrait in Black) de Michael Gordon
- 1961 : L'Américaine et l'Amour (Bachelor in Paradise), de Jack Arnold
- 1961 : Histoire d'un amour (Back Street) de David Miller
- 1964 : Police spéciale (The Naked Kiss) de Samuel Fuller : Candy
- 1965 : L'amour a plusieurs visages (Loves has many faces) de Alexander Singer : Irene Talbot
- 1966 : Madame X de David Lowell Rich

## Télévision
- 1966 : Le Virginien Saison 04 épisode 16 (Nobody said hello) : Laura Pritikin